# Alcippe de Java
Alcippe pyrrhoptera
Espèce
Statut de conservation UICN

LC : Préoccupation mineure
L'Alcippe de Java (Alcippe pyrrhoptera) est une espèce d'oiseaux passereaux de la famille des Pellorneidae.

## Habitat et répartition
Cet oiseau est endémique de l'île de Java. Il habite les forêts tropicales et subtropicales du centre et de l'ouest de l'île.